# Campeonato Sul-Americano de Futebol de 1929
O Campeonato Sul-Americano de Futebol de 1929, foi a 12ª edição da competição entre seleções da América do Sul realizada entre 1 e 17 de novembro de 1929.
Participaram da disputa quatro seleções: Argentina, Paraguai, Peru e Uruguai. As seleções jogaram em turno único. O Brasil não participou. A Seleção Argentina foi a campeã.
Diante de 50 mil pessoas, a final foi a revanche argentina da decisão dos Jogos Olímpicos de 1928, que havia sido vencido pelos uruguaios. Com uma vitória para cada lado, as duas gerações se confrontariam pela última vez na final da Copa do Mundo FIFA de 1930.

## Organização

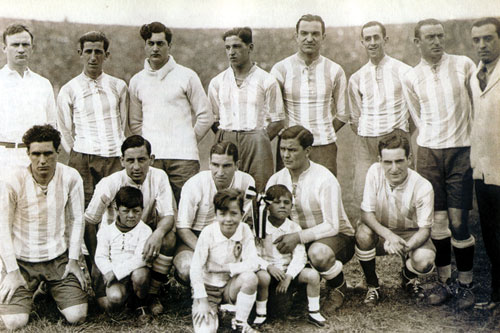
Seleção Argentina que conquistou o título.

### Sede
| Avellaneda              | Buenos Aires           | Buenos Aires            |
| ----------------------- | ---------------------- | ----------------------- |
| Estadio La Doble Visera | Estadio Alvear y Tagle | Estadio Viejo Gasómetro |
| Capacidad: 53 000       | Capacidad: 40 000      | Capacidad: 75 000       |
|                         |                        |                         |

### Árbitros
- José Galli.
- Aníbal Tejada.
- Julio Borelli.
- Miguel Barba.

## Tabela
- 1/11 -  Paraguai 3-0  Uruguai
- 3/11 -  Argentina 3-0  Peru
- 10/11 -  Argentina 4-1  Paraguai
- 11/11 -  Uruguai 4-1  Peru
- 16/11 -  Paraguai 5-0  Peru
- 17/11 -  Argentina 2-0  Uruguai

## Classificação
| Equipo    | Pts | PJ | PG | PE | PP | GF | GC | Dif |
| --------- | --- | -- | -- | -- | -- | -- | -- | --- |
| Argentina | 6   | 3  | 3  | 0  | 0  | 9  | 1  | 8   |
| Paraguai  | 4   | 3  | 2  | 0  | 1  | 9  | 4  | 5   |
| Uruguai   | 2   | 3  | 1  | 0  | 2  | 4  | 6  | -2  |
| Peru      | 0   | 3  | 0  | 0  | 3  | 1  | 12 | -11 |

| Campeonato Sul-Americano de Futebol de 1929 |
| ------------------------------------------- |
| Argentina Campeão (4º título)               |

### Goleadores
| Jogador            | Seleção | Gols |
| ------------------ | ------- | ---- |
| Aurelio González   | PAR     | 5    |
| Manuel Ferreira    | ARG     | 3    |
| Lorenzo Fernández  | URU     | 3    |
| Diógenes Domínguez | PAR     | 3    |

### Melhor jogador do torneio
- Manuel Ferreira